# Karabakh (cavallo)

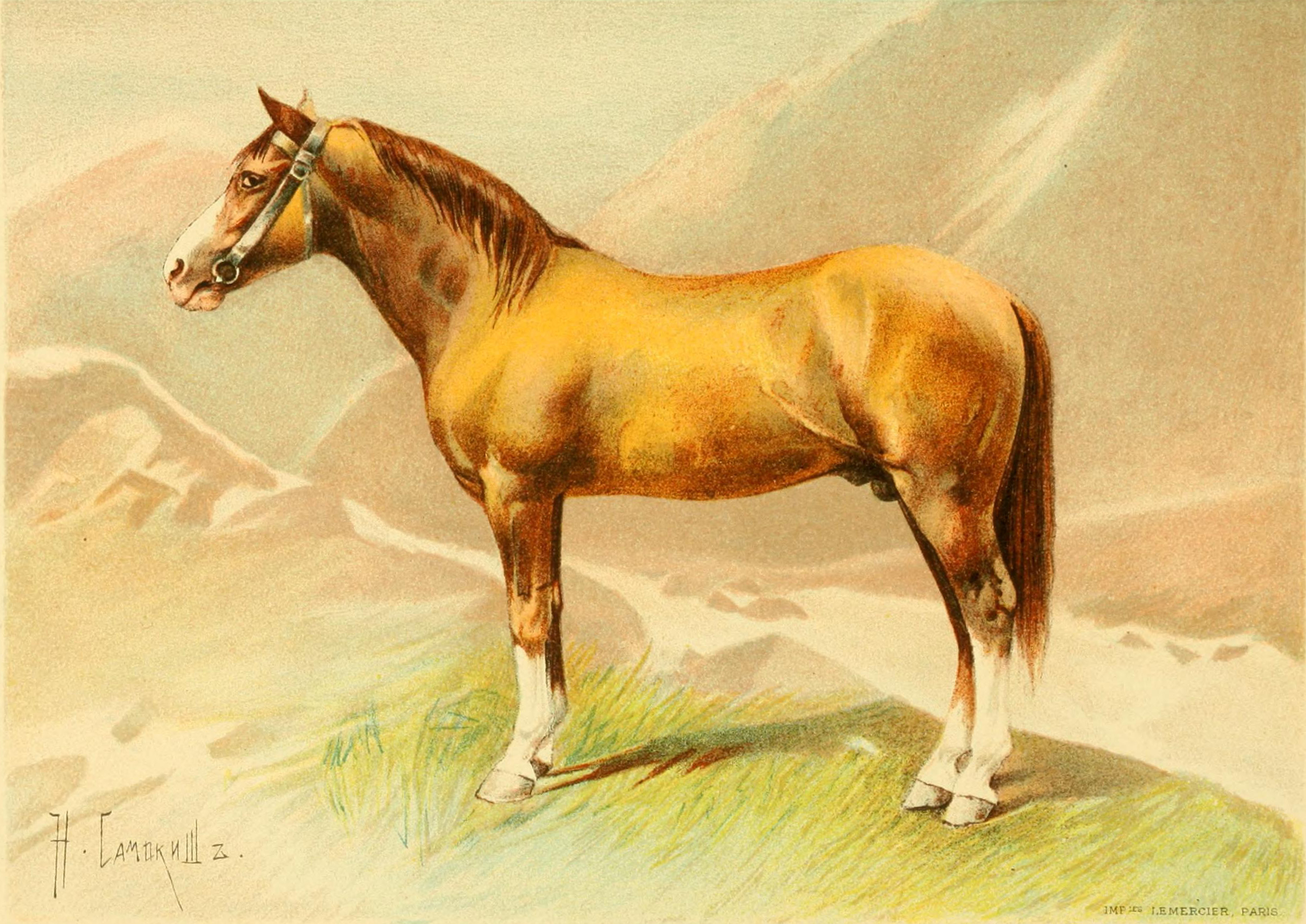
Cavallo del Karabakh, Azerbaigian

Il Karabakh è un cavallo da corsa utilizzato nelle steppe, sulle montagne ed in equitazione. Il suo nome deriva dall'omonima regione geografica nella quale si è sviluppato che si trova nel Caucaso meridionale, in parte entro i confini dell’Azerbaigian. Questa razza di cavalli è apprezzata per il suo buon carattere e per la sua velocità. Nel 2004, un cavallo Karabakh di nome Kishmish proveniente da Ağdam, ha percorso 1.000 metri in un minuto e 9 secondi e 1.600 metri in un minuto e 52 secondi.
Il Karabakh si pensa derivi dai cavalli persiani e dalla razza araba, turcomanna, kabarda e Akhal-Teke. Ha influenzato lo sviluppo del cavallo del Don russo durante il XIX secolo. Questa razza di cavallo è allevata principalmente nella regione di Şəki dell’Azerbaigian. Il numero di cavalli di questa razza è inferiore ai 1000 ed è minacciata dal rischio di estinzione.

## Caratteristiche
Il Karabakh è un cavallo resistente, forte, robusto e dal passo sicuro. In altezza misura 145–157 cm, ha una piccola e ben definita testa, un profilo dritto con ampia fronte e grandi narici. Il collo è alto, di media lunghezza, muscoloso ed elegante. Ha un corpo compatto, con muscoli ben definiti e ben sviluppati. La spalla è spesso eretta. Ha un petto profondo, una groppa inclinata e gambe lunghe, fini e forti con piccole articolazioni. Il suo petto è stretto e non è molto profondo lungo la circonferenza a causa dell'influenza del Akhal-Teke.
La pelle è sottile e morbida, con un mantello lucido. I colori principali sono il castagno, sauro e baio, con una caratteristica tinta dorata; alcuni sono alieni grigi, i palomino ed isabella, invece, sono rari. È possibile che abbiano marcature bianche. Oltre ad essere veloce ed agile, il Karabakh è noto per la sua resistenza e lealtà.

## Storia

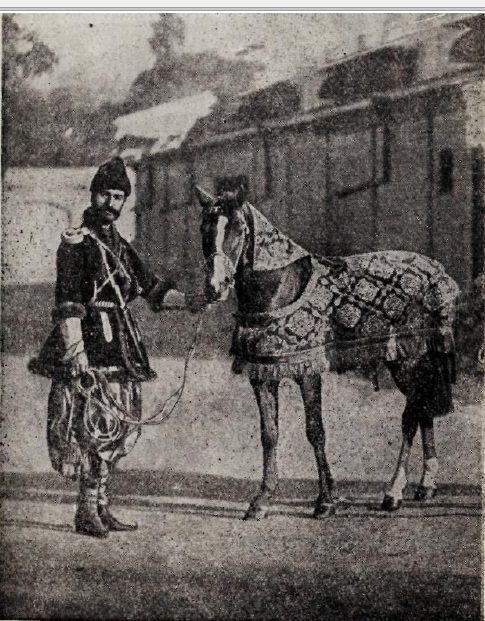
Karabakh horse given to the Great Duchess Xenia Alexandrovna on May 1, 1892

Il Karabakh ha stretti legami con l'Akhal-Teke, che è allevato in Turkmenistan, ed il cavallo turcomanno, che, invece, è allevato in Iran. Alcuni storici ipotizzano che essa sia una singola ed originale razza di cavallo che nel tempo influenzò significativamente lo sviluppo del cavallo arabo. Questi fatti sono stati scoperti dopo numerose ricerche nel XIX secolo.
La regione del Karabakh era nota per la qualità dei suoi cavalli; lo storico classico Strabone descrive la sua provincia di "Orchistene" come fornitrice del Regno per la "maggior parte della cavalleria". Secondo alcune fonti, decine di migliaia di cavalli con colorazione dorata-castagna (caratteristica del Karabakh) furono sequestrati dagli Arabi durante la loro conquista di Arran dell'VIII e IX secolo.
La razza acquisì le sue attuali caratteristiche durante il XVIII e XIX secolo. In Transcaucasia, il Kanato del Karabakh era conosciuto come luogo di allevamento di cavalli. L'attività principale del Khanato era l'allevamento dei cavalli purosangue, che non venivano messi in vendita, ma erano portati solo come regali. Secondo Diterikhs, nel 1797, subito dopo la morte di Agha Mohammad, Ibragim Khan ottenne la sua scuderia. Ci sono alcune prove che Ibrahim-Khalil (1763-1806), sovrano del Khanato del Karabakh, aveva una mandria che contava 3.000-4.000 (principalmente Karabakh). Durante il XIX secolo, i Karabakh divennero popolari in Europa. Una compagnia inglese acquistò 60 cavalle di Karabakh da Mehdi-Kulu Khan, l'ultimo sovrano del Khanato del Karabakh, in una grande vendita del 1823. Anche se il numero dei suoi cavalli subì delle modifiche nel 1826 durante la guerra russo-iraniana, la razza rimase intatta.

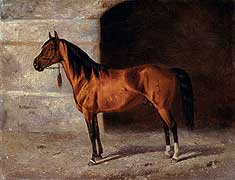
Dipinto di Nikolaj Sverčkov del 1865 raffigurante lo stallone Karabakh "Khan".

Il Karabakh ha avuto un ruolo significativo nella formazione della razza russa Don. L'erede del generale russo Valerian Madatov vendette tutti i suoi cavalli, tra cui 200 fattrici del Karabakh, ad un allevatore nella regione del Don nel 1836. Le fattrici furono utilizzate per migliorare il Don russo nel XX secolo.
I numeri del Karabakh diminuirono nettamente di nuovo all'inizio del XX secolo, principalmente a causa delle guerre civili ed etniche nel Caucaso ed in particolar modo nella regione del Karabakh. L'impresa di allevamento fondata dai Khan del Karabakh e sviluppata negli anni dai loro eredi fu distrutta nel 1905. I Karabakh furono allevati in altre razze, con conseguenti cambiamenti, compresa una riduzione delle dimensioni.

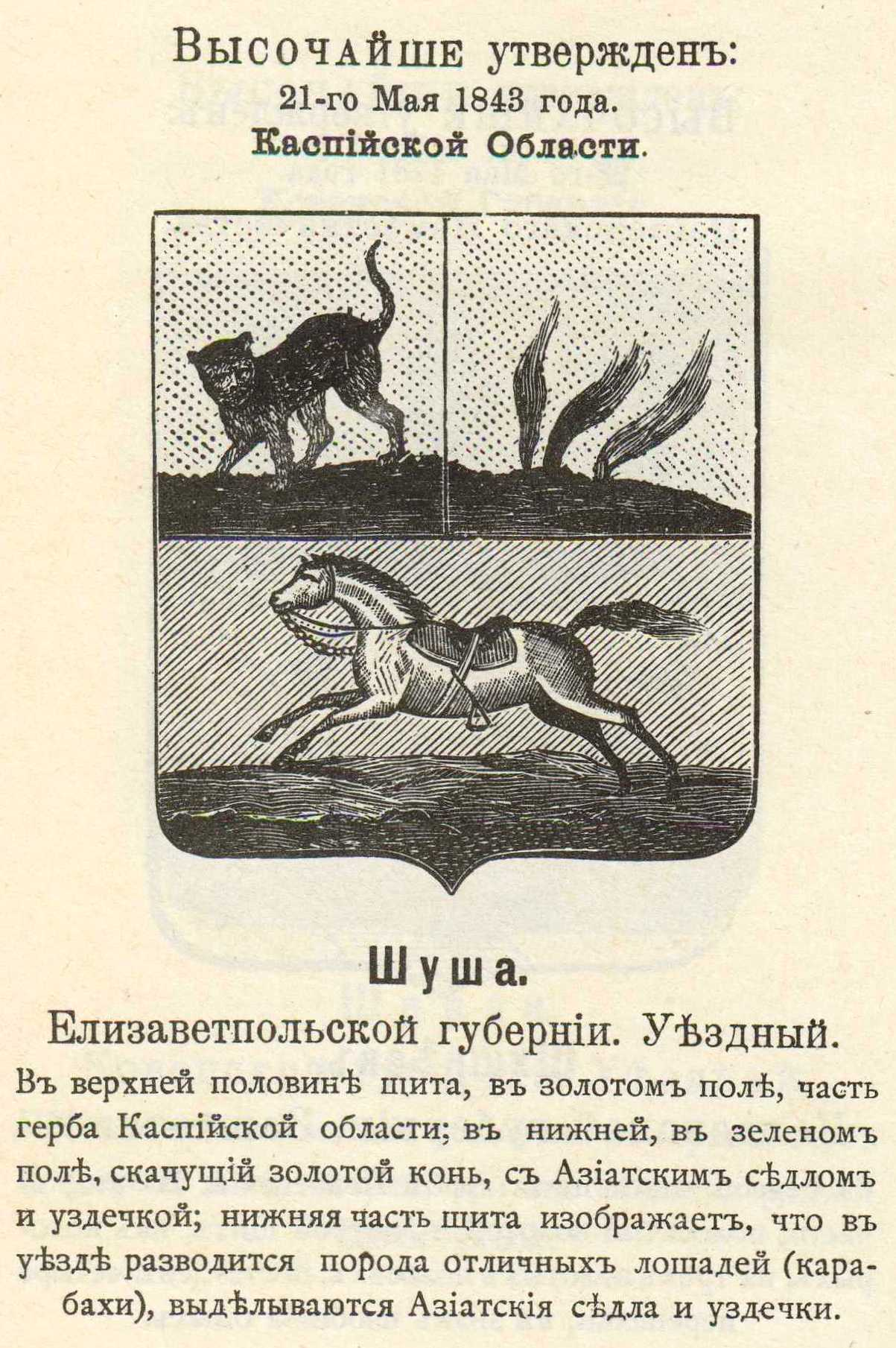
Stemma di Shusha con il cavallo del Karabakh.

Nel 1949, la razza fu rianimata dalla scuderia di Ağdam in Azerbaigian. Sette anni dopo, lo stallone Karabakh Zaman e un Akhal-Teke di nome Mele-Kush furono presentati alla regina Elisabetta II dal governo sovietico.
La razza subì un'altra battuta d'arresto durante la guerra del Nagorno-Karabakh. Prima della conquista del 1993 di Agdam da parte delle forze armene, la maggior parte dei cavalli del Karabakh furono spostati dalla scuderia di Agdam. Attualmente sono allevati nei pascoli delle pianure del Karabakh tra Barda e Agjabadi..

### Durante il periodo dell'Impero russo
Nel 1805 il Karabakh divenne parte della Russia. Mehdigulu Khan, che governava dopo bragim Khan, non era interessato allo sviluppo delle scuderie. Di conseguenza la quantità di cavalli di Khan stava diminuendo. Nel 1822, Mehdigulu Khan scappò in Persia, e i suoi migliori cavalli furono dati in dono alle persone a lui vicine. A differenza di Mehdigulu Khan, sua figlia Khurshidbanu Natavan è stata attivamente ingaggiata nello sviluppo delle scuderie. I cavalli del Karabakh di Natavan parteciparono all'Exposition Universelle (1867), alla mostra agricola a Mosca (1869) ed a Tbilisi (1882); inoltre furono premiati con medaglie d'oro e certificati d'onore. I cavalli di Karabakh furono anche premiati alla Seconda esposizione panrussa nel 1869: Meymun, medaglia d’argento e Tokmak, medaglia di bronzo. All'esposizione universale del 1867 a Parigi, Khan ottenne una medaglia d'argento.
Secondo le moderne fonti azere, non solo la figlia di Khan, ma anche molte baie del Karabakh possedevano scuderie. Tra questi c'erano Ugurlu Bay, Jafargulu Khan, Rustam Bay Behbudov, Kerim-aga Javanshir, Shamil bay e altri. Complessivamente nella metà del XIX secolo, c'erano 11 allevamenti di cavalli, con 250 stalloni e 1450 puledri.
I cavalli del Karabakh erano usati dagli ufficiali russi che prestavano servizio nel Caucaso. Il poeta russo Aleksandr Puškin, che viaggiò a Erzurum nel 1829, scrisse nei suoi appunti di viaggio che i giovani ufficiali russi stavano cavalcando cavalli azeri. Il 21 maggio 1843 fu approvato lo stemma di Shusha e vi fu raffigurato il cavallo Karabakh.

### Durante gli anni della Repubblica dell'Azerbaigian
Attualmente i cavalli del Karabakh vengono allevati in due allevamenti: nel villaggio di Lambaran, che si trova nella regione di Barda, e ad Ağstafa. Le scuderie private sono in linea con le imprese statali. A causa della guerra del Karabakh, il numero di cavalli è diminuito significativamente. Questo è accaduto perché i cavalli venivano spesso spostati da un luogo a un altro e le cavalle incinta sperimentarono la nascita prematura. Inoltre, i cavalli venivano allevati in condizioni insoddisfacenti.
Negli ultimi anni, il Ministero dell'Agricoltura dell'Azerbaigian presta particolare attenzione allo sviluppo dell'allevamento di cavalli Karabakh. L'esportazione di cavalli Karabakh è vietata. Secondo Xandan Rajabli, il direttore dell'associazione Azbreeding, ci sono circa 20 allevamenti di cavalli in Azerbaigian, che si prendono cura di 200 cavalli Karabakh purosangue.
Nel 2013 il chovqan, un tradizionale gioco di equitazione Karabakh nella Repubblica dell'Azerbaigian, è stato menzionato nelle liste dei beni culturali intangibili dell'UNESCO.
Il 13 febbraio 2017, il Comitato Organizzativo dei Giochi della Solidarietà Islamica ha introdotto le mascotte: i cavalli Karabakh Inca, che rappresentavano la bellezza e la tenerezza e Casur, che spiccava con sicurezza e amore per la libertà.

## Nella cultura di massa
ll cavallo del Karabakh è l'animale nazionale dell'Azerbaigian e il simbolo ufficiale dei distretti di Ağdam e Şəki. Il cavallo, di grande importanza culturale per il popolo dell'Azerbaigian, appare in letteratura e sui francobolli. Il logo di Qarabağ FK contiene due cavalli rampanti.
Secondo il romanzo di Kurban Said, Ali e Nino, "ho guardato il cavallo e sono rimasto intorpidito, il miracolo rosso-dorato del Karabakh ... uno dei dodici cavalli d'oro del mondo intero ..."
Il cavallo Karabakh è descritto anche nel poema di Mikhail Lermontov, "Demon".
Nel 2012, la razza è apparsa al Royal Windsor Horse Show per esibirsi al Giubileo di diamante di Elisabetta II del Regno Unito. Un monumento al cavallo del Karabakh è stato presentato in Belgio nel marzo 2017 ed il Karabakh fu la mascotte dei Giochi di solidarietà islamica del 2017.